# لی مون شیک
لی مون شیک (انگلیسی: Lee Moon-sik؛ زادهٔ ۱۳ نوامبر ۱۹۶۷) بازیگر، بازیگر سینما، و بازیگر تلویزیون اهل کره جنوبی است.
از فیلم‌ها یا برنامه‌های تلویزیونی که وی در آن نقش داشته‌است می‌توان به صد و یکمین پیشنهاد، دو دوست، افتخار جین و افسانه نوکدو اشاره کرد.